# Parti populaire uni
Pour les articles homonymes, voir Parti populaire.
Ne doit pas être confondu avec Parti uni du peuple.
Le Parti populaire uni (en néerlandais : Verenigde Volkspartij ; en anglais : United People's Party abrégé en UP ou UPP) est un parti politique sur la partie néerlandaise de l'île caribéenne de Saint-Martin fondé en 2010. Il fusionne en 2018 avec le Parti démocrate pour former les Démocrates unis. Le parti est refondé en 2019 à la suite de la dislocation de ce dernier.

## Histoire

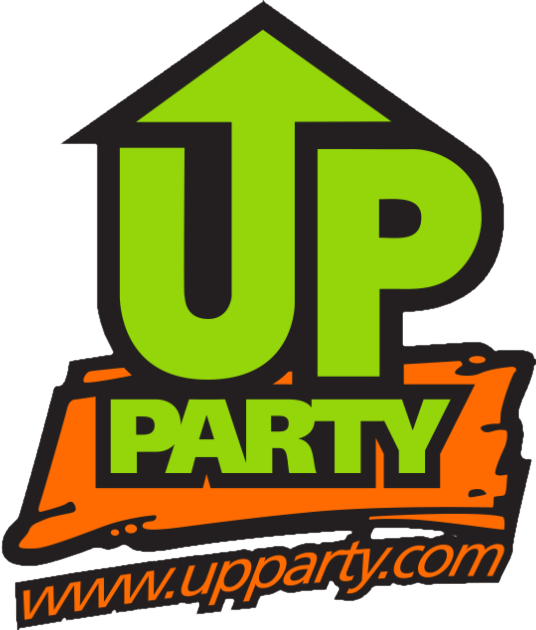
Ancien logo du parti.

Le Parti populaire uni (UP) est formé le 24 juillet 2010 par Theo Heyliger, un ancien membre du Parti démocrate (DP),. Tout juste établi, il participe dans la foulée aux premières élections législatives en 2010 pour élire les États de Saint-Martin, le parlement nouvellement créé de l'île. Il finit en deuxième position avec 6 sièges sur 15 et forme un gouvernement de coalition avec le DP dirigé par la Première ministre Sarah Wescot-Williams. L'UP décide de quitter le gouvernement en avril 2012 avant d'y revenir finalement en juin 2013, toujours avec le DP.
Lors des élections législatives de 2014, l'UP remporte sept sièges et devient le parti majoritaire aux États. Il forme alors un gouvernement dirigé par Marcel Gumbs avec des élus indépendants. Cependant le 30 septembre 2015, le gouvernement tombe à la suite d'une motion de censure et l'UP retourne dans l'opposition. Les élections législatives anticipées de 2016 voit le parti chuter à cinq sièges et rester dans l'opposition jusqu'en 2018.
Le 5 janvier 2018, le parti annonce sa fusion avec le Parti démocrate sous le nom de Démocrates unis (UD). Lors des élections législatives de 2018, l'UD obtient sept sièges aux États. La fusion entre les deux partis ne durent pas et l'UP décide de se reformer en 2019 pour participer seul aux élections législatives anticipées de 2020. Il termine deuxième au scrutin et forme un gouvernement avec l'Alliance nationale arrivé en tête.
Lors des élections législatives de janvier 2024 le parti — bien que deuxième — subi une une défaite en ne conservant que trois députés, soit le plus faible nombre depuis sa création et n'est pas intégré au nouveau gouvernement,. Les élections anticipées d'août 2024 voit de nouveau le parti baisser en ne conservant que deux élus et perdant près de 800 voix par rapport au scrutin de janvier.

## Idéologie
Le Parti populaire uni est en faveur de l'abolition du néerlandais comme langue officielle à Saint-Martin, et pour l'indépendance de l'île en dehors du royaume des Pays-Bas,.

## Résultats électoraux

### Élections législatives
| Année   | Chef                          | Voix                          | %                             | Sièges                        | +/–                           | Gouvernement                  |
| ------- | ----------------------------- | ----------------------------- | ----------------------------- | ----------------------------- | ----------------------------- | ----------------------------- |
| 2010    | Theo Heyliger                 | 4 936                         | 36,09                         | 6 / 15                        | Nv                            | Coalition (2010-2012)         |
| 2010    | Theo Heyliger                 | 4 936                         | 36,09                         | 6 / 15                        | Nv                            | Opposition (2012-2014)        |
| 2014    | Theo Heyliger                 | 6 156                         | 42,46                         | 7 / 15                        | 1                             | Coalition (2014-2015)         |
| 2014    | Theo Heyliger                 | 6 156                         | 42,46                         | 7 / 15                        | 1                             | Opposition (2015-2016)        |
| 2016    | Theo Heyliger                 | 4 130                         | 29,06                         | 5 / 15                        | 2                             | Opposition (2016-2017)        |
| 2016    | Theo Heyliger                 | 4 130                         | 29,06                         | 5 / 15                        | 2                             | Coalition (2017-2018)         |
| 2018    | Fusionné dans Démocrates unis | Fusionné dans Démocrates unis | Fusionné dans Démocrates unis | Fusionné dans Démocrates unis | Fusionné dans Démocrates unis | Fusionné dans Démocrates unis |
| 2020    | Rolando Brison                | 3 231                         | 24,18                         | 4 / 15                        | 3                             | Coalition                     |
| 01/2024 | Rolando Brison                | 2 814                         | 19,48                         | 3 / 15                        | 1                             | Opposition                    |
| 08/2024 | Omar Ottley                   | 2 038                         | 14,88                         | 2 / 15                        | 1                             | Opposition                    |